# Jürgen Beneke
Jürgen Beneke, né le 23 février 1972, est un coureur cycliste allemand spécialiste de VTT de descente. Il est le premier vainqueur de la coupe du monde de VTT de descente en 1993.

## Palmarès en VTT de descente

### Coupe du monde
- Coupe du monde de descente
  - 1993 : 1er du classement général, vainqueur de 2 manches
  - 1994 : 2e du classement général, vainqueur de 2 manches

### Championnats d'Allemagne
- Championnats d'Allemagne de descente : 1994, 1995 et 1996